# 森岡真一
森岡 真一（もりおか しんいち、1958年 - ）は、富山県出身の元アマチュア野球選手（投手）。

## 来歴・人物
桜井高では、1976年夏の甲子園予選北陸大会決勝に進み、星稜高の小松辰雄と投げ合うが1-3で惜敗。明治大学に進学。東京六大学野球リーグでは在学中4回優勝。高橋三千丈、鹿取義隆の卒業した2年時の1979年から1年上の松本吉啓（76夏の甲子園優勝投手、明治生命）とともに投手陣の主軸として活躍。同79年秋の明治神宮野球大会優勝。全日本大学野球選手権大会は1980年・1981年と2年連続優勝を飾る。1980年の日米大学野球選手権大会では5試合に登板。1981年の同大会では第1戦で延長10回を投げ切り完封サヨナラ勝ち、第4戦でも完投勝利の活躍で最優秀投手となる。リーグ通算58試合登板、20勝3敗、178奪三振、防御率1.58。1981年秋季リーグではベストナインに選出される。大学同期に捕手の松井智幸（日本鋼管）、遊撃手の平田勝男、外野手の栗山和行（住友金属）がいた。
1982年に卒業後、日産自動車に入社、主にリリーフとして起用される。同年の都市対抗では池田親興、関根浩史の先発陣を支え、準決勝に進むが住友金属の石井毅に抑えられ敗退。翌1983年の都市対抗は日本鋼管に補強されチームの準々決勝進出に貢献。同年の社会人野球日本選手権は1回戦で本田技研熊本を相手に勝利投手となる。準々決勝に進むが日本生命に敗退。1984年の都市対抗では、決勝で乱打戦の末に日本鋼管を降し優勝を飾るが、登板機会はなかった。1987年限りで引退。その後は地元に戻り、富山第一高のコーチを務める。